# ماري كلينتون
ماري كلينتون (بالإنجليزية: Mary Clinton)‏ هي لاعب هوكي الحقل نيوزيلندية، ولدت في 8 مايو 1960.

## وصلات خارجية
- ماري كلينتون على موقع أوليمبيديا (الإنجليزية)